# 費·芮
費·芮（英語：Fay Wray，1907年9月15日—2004年8月8日）是一位加拿大裔美國女演員，以在1933年電影《金剛》中飾演安·達羅而最為知名。在將近六十年的演藝生涯中，芮因出演恐怖片而獲得國際知名度，被譽為首位「尖叫女王」。
她最初只擔任小角色，後來於1926年因入選「WAMPAS寶貝之星」而受到媒體關注。這使她在青少年時期與派拉蒙影業簽約，拍攝了十多部長片。離開派拉蒙後，她與多家電影公司簽約，開始參與恐怖片及其他類型電影，例如1933年的《大街小巷 (1933年電影)》和1934年的《萬歲！比利亞》，這兩部片皆由華理士·勃利主演。之後，她為RKO無線電影公司主演了其最具代表性的電影《金剛》。

## 生平

### 早年生活

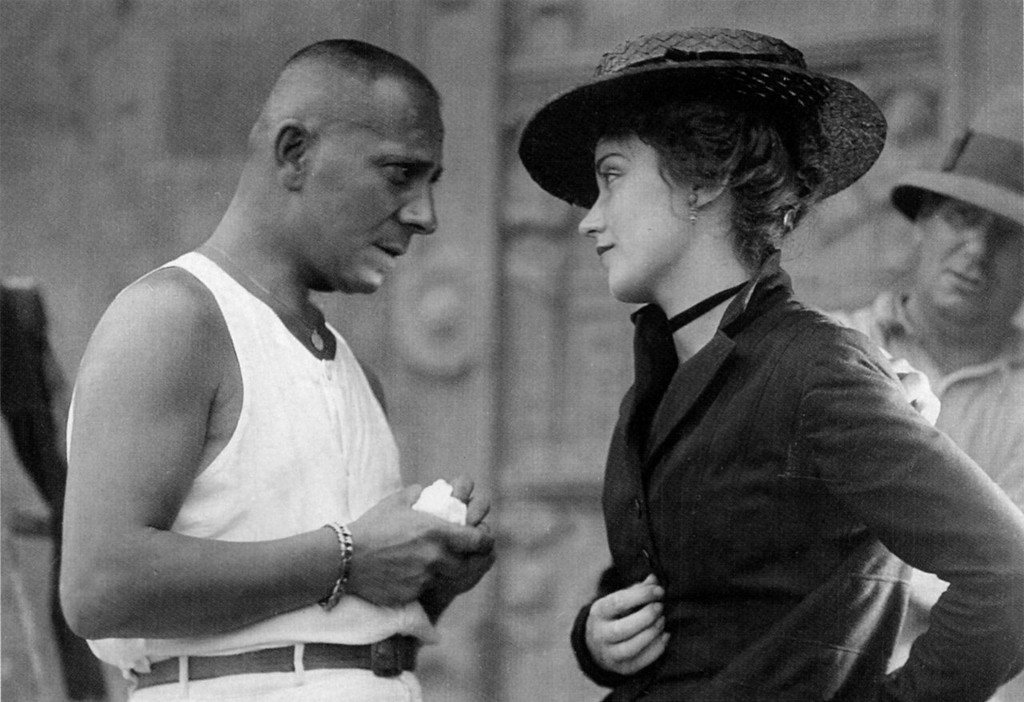
艾利·馮·史托洛海姆與費·芮在電影《婚禮進行曲 (1928年電影)》片場。

芮出生於加拿大阿尔伯塔省卡斯頓附近的一座牧場，父母皆為耶穌基督後期聖徒教會成員：母親是來自美國猶他州鹽湖城的艾維娜·瑪格麗特·瓊斯（Elvina Marguerite Jones），父親則是來自英格蘭赫爾市的約瑟夫·希伯·芮（Joseph Heber Wray）。 他們共有六個孩子， 芮是摩門教拓荒者丹尼爾·韋伯斯特·瓊斯的孫女。
在她出生幾年後，全家返回美國。1912年，他們搬到鹽湖城， 1914年又搬到猶他州拉克鎮。1919年，芮一家再次回到鹽湖城，之後搬到好萊塢，她也進入好萊塢高中就讀。

### 演藝早期生涯

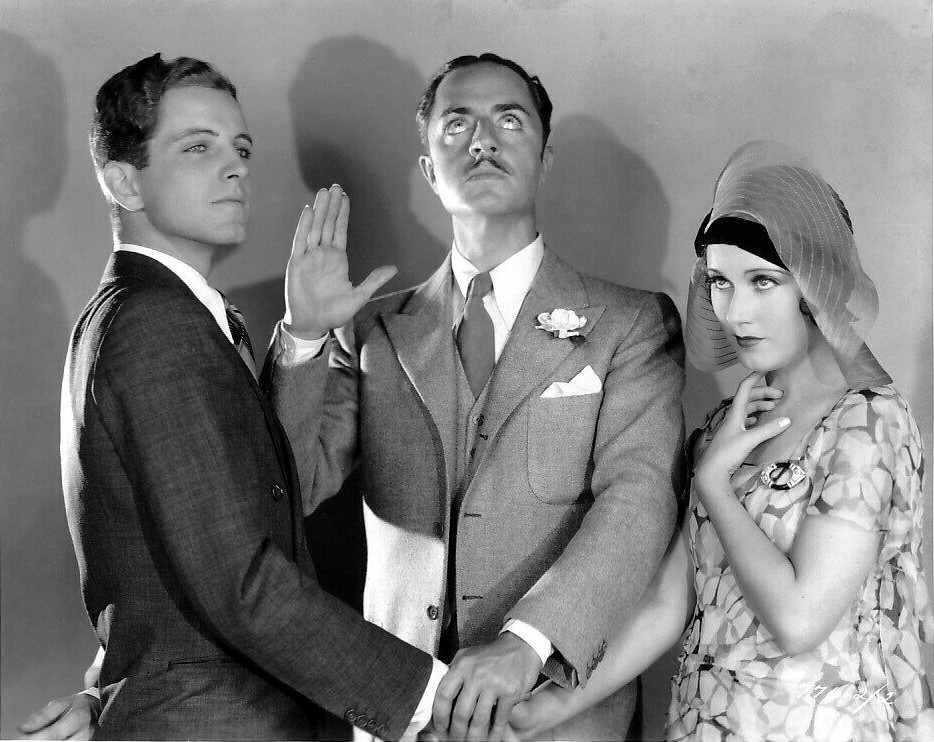
菲利普斯·霍姆斯、威廉·鮑威爾與芮出演於《尖頭高跟鞋》（1929）

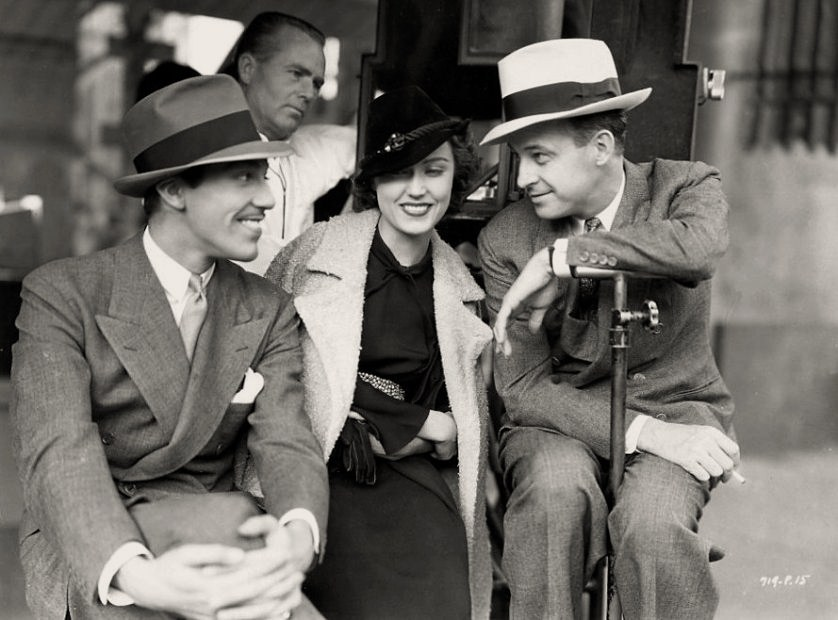
塞薩爾·羅梅羅、費·芮、導演理查·索普與攝影師 喬治·羅賓森 (攝影師)（後方）於《騙子 (1934年電影)》片場

1923年，年僅16歲的芮首次出演電影，在一部由地方報紙贊助的歷史短片中擔任角色。 1920年代，她參與了無聲電影《The Coast Patrol》（1925），並在哈爾·羅區製片廠演出一些未署名的小角色。
1926年，她被西部電影廣告人協會選為「WAMPAS寶貝之星」之一，該組織認為這些女性有潛力成為未來的電影明星。當時她與環球影業簽約，主要在低成本的西部片中，與巴克·瓊斯搭檔演出。隔年，芮與派拉蒙影業簽下合約。1926年，導演艾利·馮·史托洛海姆選她擔任電影《婚禮進行曲》的女主角，該片由派拉蒙於1928年發行。這部電影以高昂的成本與製作規模著稱，但票房表現不佳。不過，它讓芮獲得了第一個主演角色。隨後，她繼續在派拉蒙拍攝十多部電影，並順利從無聲片過渡到有聲電影。

### 恐怖片與《金剛》

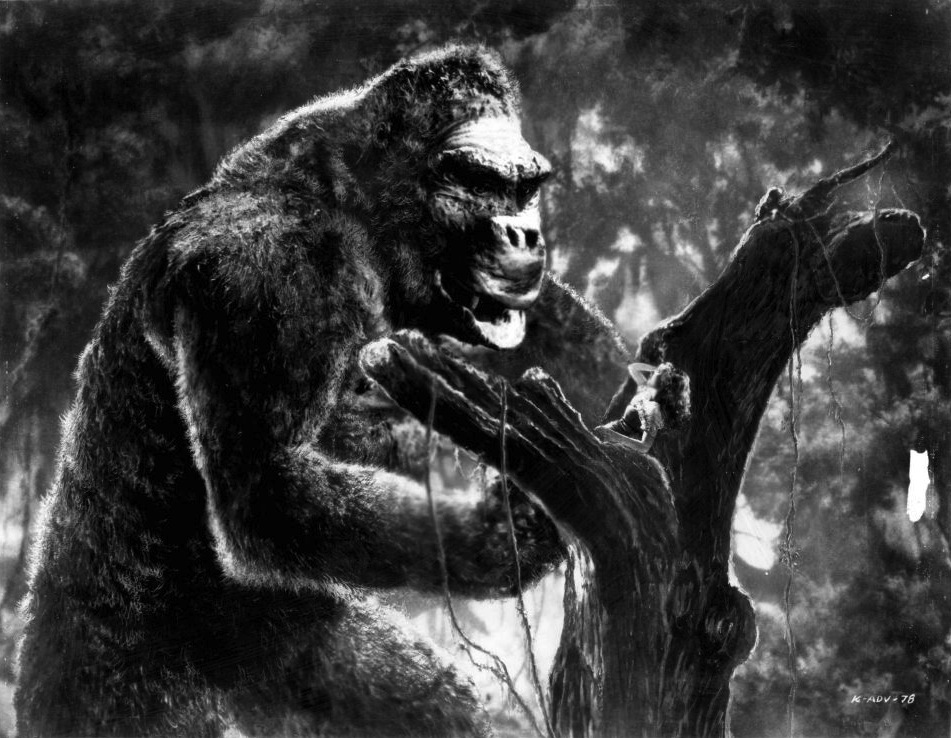
費·芮（右）於1933年主演電影《金剛》。

在離開派拉蒙影業後，芮與其他電影公司簽約。在這些合約下，她出演了多部恐怖片，包括《X博士》（1932年）與《蠟像館之謎》（1933年）。她最著名的作品則來自與雷电华电影的合作。芮與RKO的首部作品是《最危險的遊戲》（1932年），與喬爾·麥克雷共同主演。該片在夜間拍攝，使用的是白天為《金剛》搭建的同一叢林佈景，《最危險的遊戲》之後，芮主演了她最廣為人知的作品《金剛》。據芮所言，珍·哈露原本是RKO的首選，但由於米高梅在該片籌備期間與哈露簽訂了專屬合約，使她無法參演。 其後，導演梅里安·C·庫珀邀請芮飾演金剛的金髮俘虜安·達羅，片酬為10,000美元（相等於2024年的約200,000美元）。 該片在商業上大獲成功，芮也因此感到自豪，因為它挽救了RKO免於破產。

### 後期事業

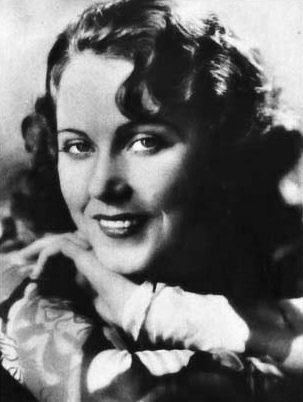
1930年宣傳照

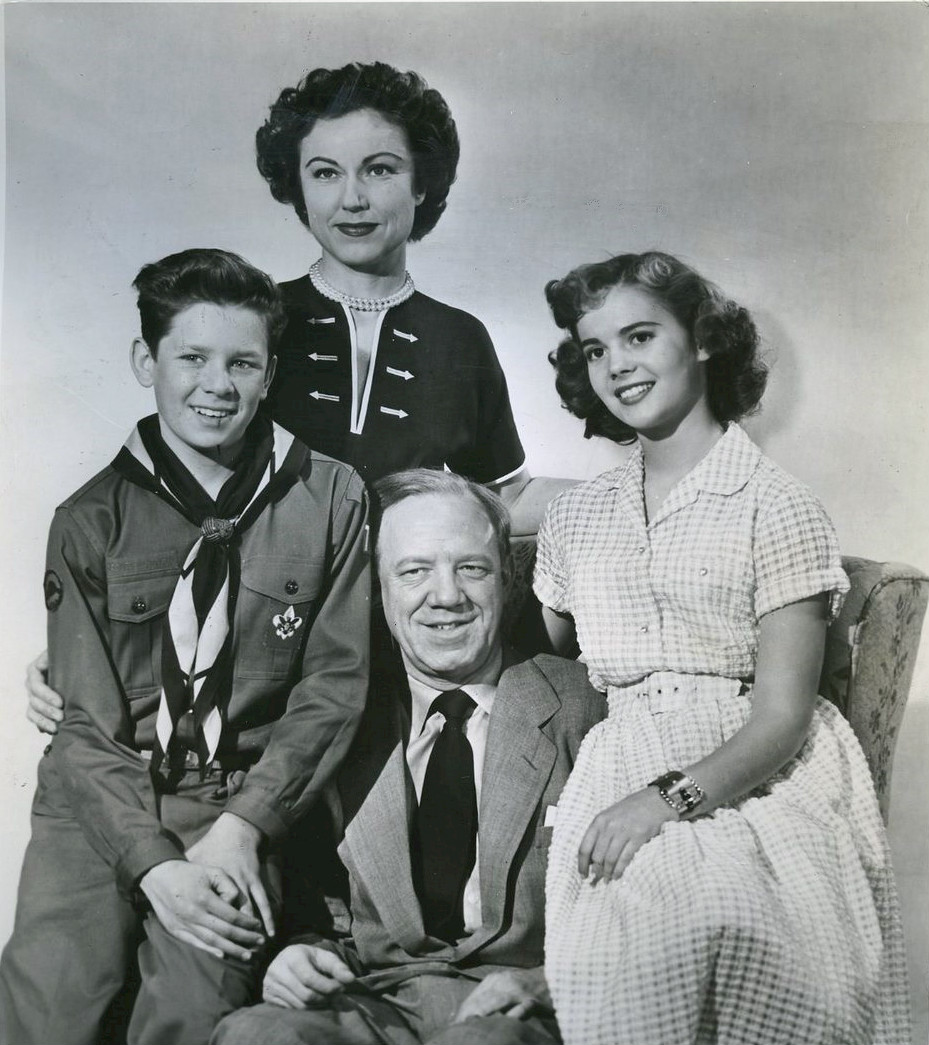
1953年《Pride of the Family》演員合影，包含巴比·海亞特、芮、保羅·哈特曼與娜塔莉·伍德

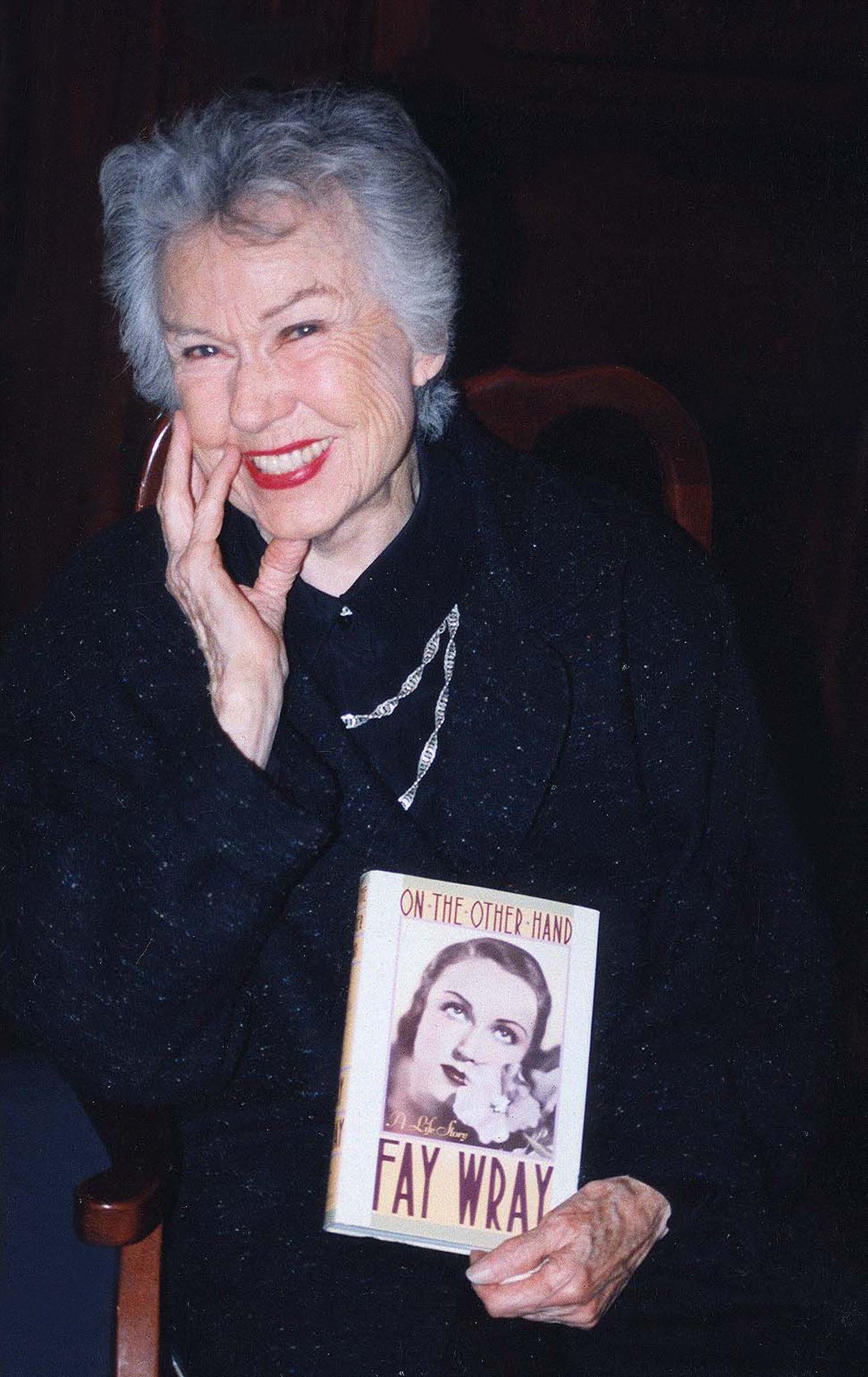
芮手持其自傳《On the Other Hand》

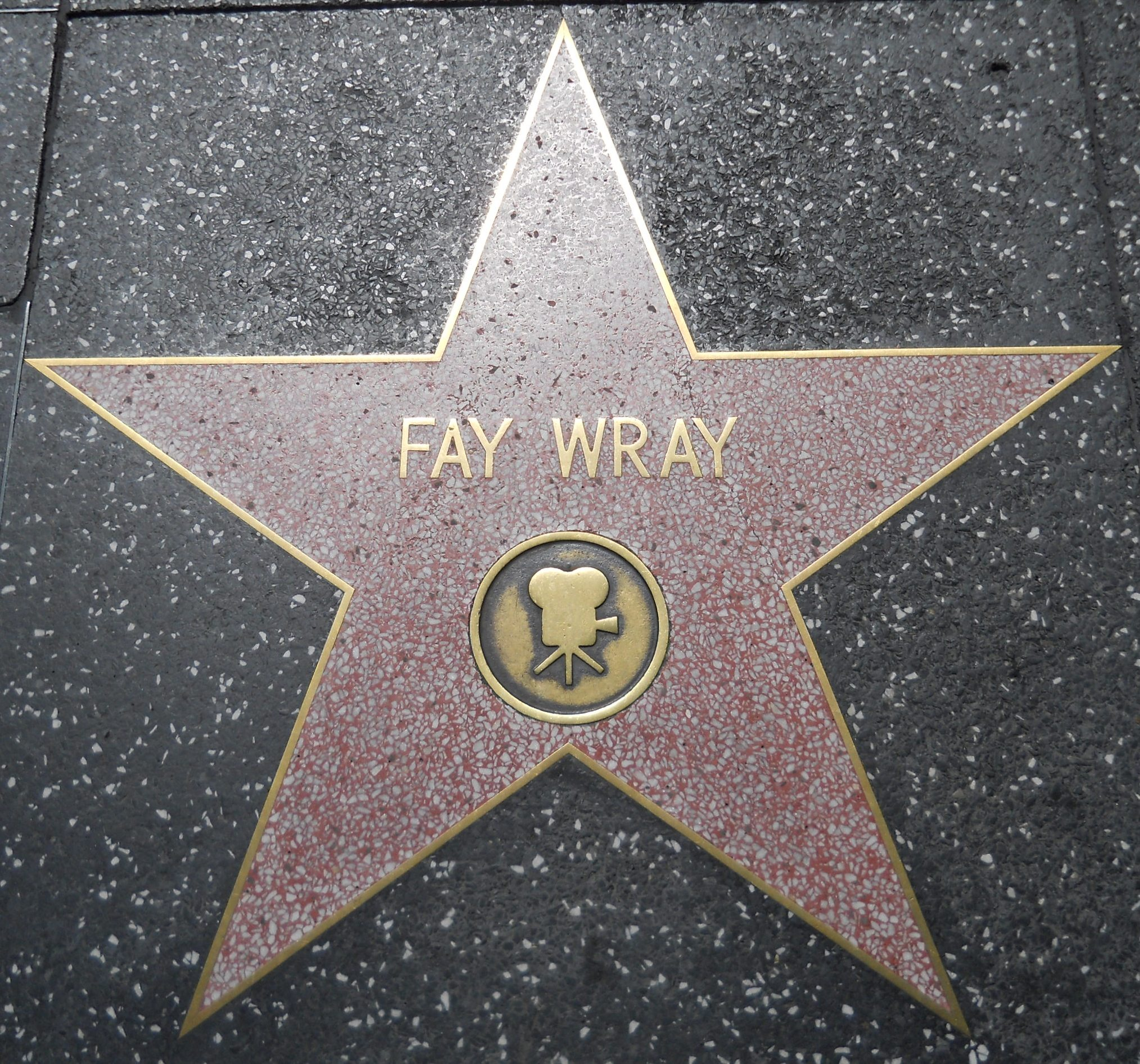
位於好萊塢星光大道的費·芮之星，地址為荷里活大道6349號

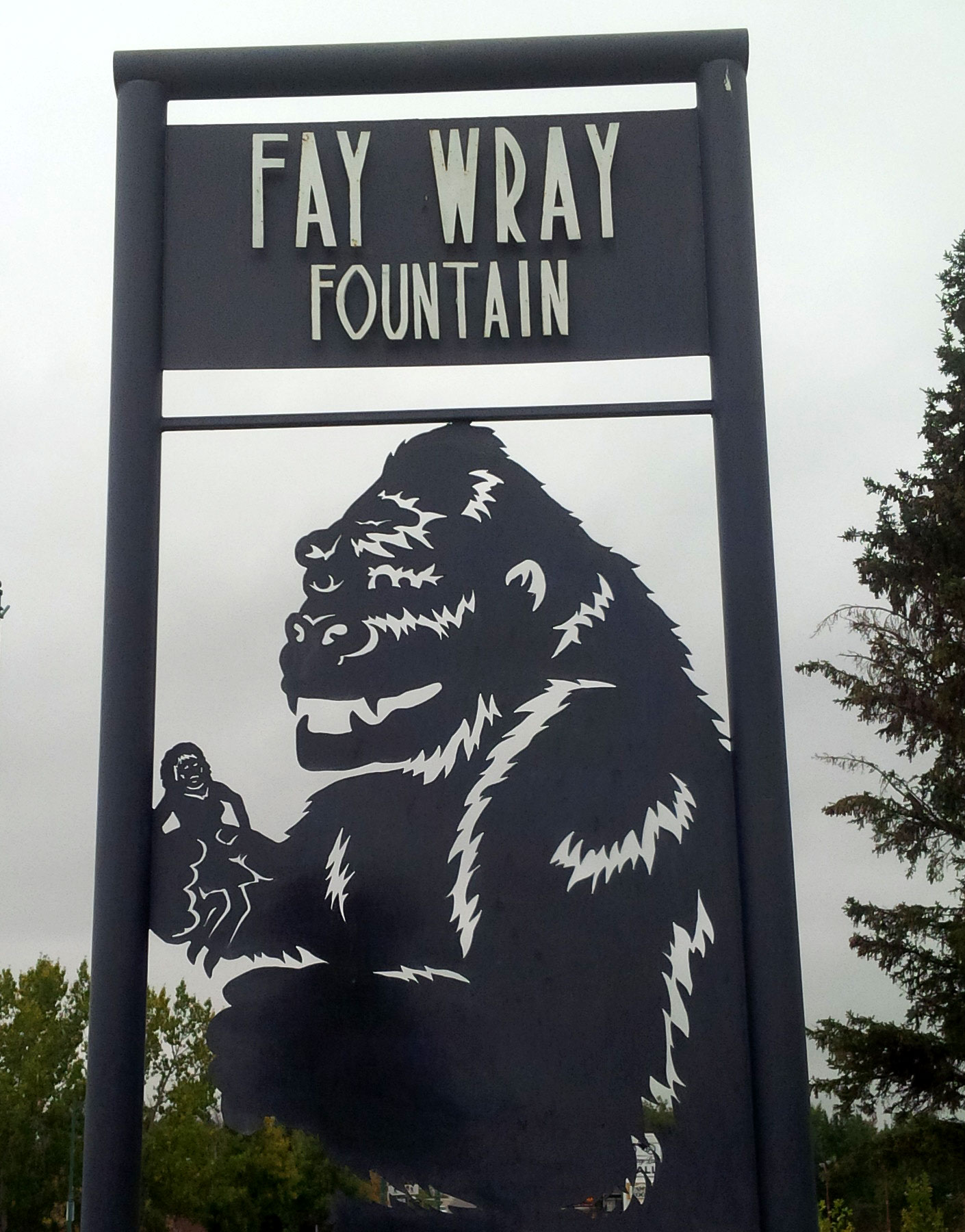
加拿大亞伯達省卡斯頓的費·芮噴泉

芮持續出演電影，包括《世界首富千金》，但到1940年代初，她的露面逐漸減少。1942年第二次婚姻後，她曾短暫退休，但因經濟需求很快重返影壇， 接下來三十年間，她出演多部電影，並頻繁亮相電視節目。1953至1954年間，她在情境喜劇《家庭的驕傲》中飾演凱瑟琳·莫里森，娜妲麗·華飾演她的女兒。芮還出演了1955年的《蛇羯婦人》與《蛛網》。
芮在《佩里·梅森》中出演過三集，包括〈浪子父親之案〉（1958）、〈水中證人之案〉（1959，飾演受害者洛娜·湯瑪斯）、以及〈致命符咒之案〉（1965，飾演巫毒術士米儂·杰曼）。她還與主演雷蒙德·布尔共同出演1957年的黑色電影《Crime of Passion》。1959年，芮在《第90劇場》〈The Second Happiest Day〉一集中飾演圖拉·馬許。同時，她也參演了《希區柯克懸念故事集》〈Dip in the Pool〉（1958）與〈The Morning After〉。1960年，她在《日落大道77號》〈誰殺了知更鳥？〉一集中出演，並在《島民》中飾演史丹頓夫人。
1961年，芮在《真實麥考伊一家》的一集中亮相。1963年，她出演《第十一小時》的〈You're So Smart, Why Can't You Be Good?〉。她的最後一部作品是1980年的電視電影《吉迪恩的號角》。1988年，她出版了自傳《On the Other Hand》。 在晚年，芮仍繼續公開露面。1991年，她在美術舞會上被加冕為「皇后」，與「國王」赫伯特·亨克一同出席。
導演詹姆斯·卡麥隆曾邀請她在1997年《鐵達尼號》中飾演蘿絲·道森·卡爾弗特一角，與凱特·溫絲蕾共同詮釋角色的不同年齡階段，但她婉拒了該邀約。此角色最終由葛羅莉·史都華飾演，並獲得奧斯卡最佳女配角獎提名。她受邀出席第70屆奧斯卡金像獎，由主持人比利·克里斯托介紹為「馴服野獸的美女」，當晚她是唯一在場的1920年代好萊塢女星。1998年10月3日，她出席派恩布拉夫影展，現場觀賞搭配管弦樂伴奏的《婚禮進行曲》。
2003年1月，95歲的她出席棕榈泉国际电影节，並作為瑞克·邁凱的紀錄片《百老匯：黃金時代》嘉賓出場，並獲頒「電影傳奇」（Legend in Film）獎。在晚年，她經常造訪帝國大廈；1991年，她是該大樓60週年慶典的貴賓，而在2004年5月，她也在帝國大廈進行了最後幾次公開露面之一。她最後一次公開露面是在2004年6月，出席紀錄片《百老匯：黃金時代》的首映會。

## 個人生活
芮結過三次婚，兩任丈夫分別是作家約翰·蒙克·桑德斯與羅伯特·里斯金，以及神經外科醫生桑福德·羅森伯格（Sanford Rothenberg、1919年1月28日－1991年1月4日）。 她育有三個孩子：蘇珊·桑德斯（Susan Saunders）、維多利亞·里斯金（Victoria Riskin）和羅伯特·里斯金·小（Robert Riskin Jr.）
在完成《預言者》後返回美國時，她於1935年5月成為歸化的美國公民。

## 逝世
2004年8月8日夜間，芮因自然原因在位於曼哈頓第五大道的公寓中安睡辭世。她安葬於加州好萊塢的好萊塢永恆公墓。
在她去世兩天後，帝國大廈為悼念她，特別熄燈15分鐘。

## 榮譽
1989年，芮獲得洛杉磯女性影人協會頒發的水晶獎。 她在2003年的棕櫚灘國際影展亦獲頒「電影傳奇」獎。
為表彰她對電影產業的貢獻，芮在好萊塢星光大道（6349號好萊塢大道）留下星章。她於2005年6月5日追授星章於加拿大星光大道（多倫多）。在她的出生地亞伯達省卡斯頓，李溪（Lee's Creek）附近的一座小公園被命名為「費·芮公園」以紀念她；公園入口的小標牌上還有《金剛》的剪影。亞伯達藝術家尼爾·博伊爾（Neil Boyle）繪製的大型芮油畫現陳列於麥克勞德女皇劇院。
2006年5月，加拿大郵政將她印製於郵票上，成為首批四位獲此殊榮的娛樂名人之一。

## 出演作品

### 長片
| 年份   | 作品                         | 角色                                   | 備註                             |
| ------ | ---------------------------- | -------------------------------------- | -------------------------------- |
| 1925年 | 《海岸巡邏隊》               | Beth Slocum                            |                                  |
| 1925年 | 《戀人誓言》                 |                                        | 未署名；已失片                   |
| 1925年 | 《賓漢：基督的故事》         | 奴隸少女                               | 未確認，未署名                   |
| 1926年 | 《馬鞍上的人》               | Pauline Stewart                        | 已失片                           |
| 1926年 | 《狂野馬大逃亡》             | Jessie Hayden                          |                                  |
| 1926年 | 《懶雷霆》                   | Lila Rogers                            |                                  |
| 1927年 | 《瘋狂好運》                 | Molly Vernon                           |                                  |
| 1927年 | 《一人遊戲》                 | Roberta                                |                                  |
| 1927年 | 《馬刺與馬鞍》               | Mildred Orth                           |                                  |
| 1928年 | 《被詛咒的軍團》             | Christine Charteris                    | 已失片                           |
| 1928年 | 《罪惡街》                   | Elizabeth                              | 已失片                           |
| 1928年 | 《初吻》                     | Anna Lee                               | 已失片                           |
| 1928年 | 《婚禮進行曲》               | Mitzi / Mitzerl Schrammell             |                                  |
| 1929年 | 《四支羽毛》                 | Ethne Eustace                          |                                  |
| 1929年 | 《雷霆》                     | Ritzie                                 |                                  |
| 1929年 | 《尖頭鞋》                   | Lora Nixon                             |                                  |
| 1930年 | 《化妝背後》                 | Marie Gardoni                          |                                  |
| 1930年 | 《派拉蒙大巡遊》             | Sweetheart (Dream Girl)                | 部分以特藝七彩拍攝               |
| 1930年 | 《德州人》                   | Consuelo                               |                                  |
| 1930年 | 《邊境軍團》                 | Joan Randall                           |                                  |
| 1930年 | 《海神》                     | Daisy                                  |                                  |
| 1930年 | 《蜜月》                     | Mitzi                                  | 未發行                           |
| 1930年 | 《雷霆上尉》                 | Ynez                                   |                                  |
| 1931年 | 《Stub Man》                 |                                        |                                  |
| 1931年 | 《飛艇》                     | Helen Pierce                           |                                  |
| 1931年 | 《征服軍團》                 | Taisie Lockhart                        |                                  |
| 1931年 | 《不完全紳士》               | Lee Carleton                           |                                  |
| 1931年 | 《指向》                     | Marcia Collins                         |                                  |
| 1931年 | 《律師的秘密》               | Kay Roberts                            |                                  |
| 1931年 | 《不祥花園》                 | Camille de Jonghe                      |                                  |
| 1932年 | 《偷渡者》                   | Mary Foster                            |                                  |
| 1932年 | 《X博士》                    | Joanne Xavier                          | 部分以特藝七彩拍攝               |
| 1932年 | 《最危險的遊戲》             | Eve Trowbridge                         |                                  |
| 1933年 | 《吸血蝙蝠》                 | Ruth Bertin                            |                                  |
| 1933年 | 《蠟像館秘密》               | Charlotte Duncan                       | 部分以特藝七彩拍攝               |
| 1933年 | 《金剛》                     | 安·達羅（Ann Darrow）                  |                                  |
| 1933年 | 《海底探險》                 | Diana                                  |                                  |
| 1933年 | 《安·卡佛的職業》            | Ann Carver Graham                      |                                  |
| 1933年 | 《我偷走的女人》             | Vida Carew                             |                                  |
| 1933年 | 《上海瘋狂》                 | Wildeth Christie                       |                                  |
| 1933年 | 《大腦》                     | Cynthia Glennon                        |                                  |
| 1933年 | 《一個星期日的下午》         | Virginia Brush                         |                                  |
| 1933年 | 《鮑威里》                   | Lucy Calhoun                           |                                  |
| 1933年 | 《男人的主宰》               | Kay Walling                            |                                  |
| 1934年 | 《間諜夫人》                 | Marie Franck                           |                                  |
| 1934年 | 《蒙特克里斯托女伯爵》       | Janet Krueger                          |                                  |
| 1934年 | 《每個女人的時刻》           | Mary Fanshane                          |                                  |
| 1934年 | 《維瓦·維拉！》              | Teresa                                 |                                  |
| 1934年 | 《黑月)》                    | Gail Hamilton                          |                                  |
| 1934年 | 《切利尼的風流往事》         | Angela                                 |                                  |
| 1934年 | 《世界首富千金》             | Sylvia Lockwood                        |                                  |
| 1934年 | 《騙中騙》                   | Nan Brockton                           |                                  |
| 1934年 | 《黑暗中的女人》             | Louise Loring                          |                                  |
| 1934年 | 《神之磨坊》                 | Jean Hastings                          |                                  |
| 1935年 | 《通靈者》                   | Rene                                   | 美國片名：The Evil Mind          |
| 1935年 | 《鬥牛犬傑克》               | Ann Manders                            |                                  |
| 1935年 | 《出廚房》                   | Hilda Beach-Howard                     |                                  |
| 1935年 | 《白色謊言》                 | Joan Mitchell                          |                                  |
| 1936年 | 《騎士大膽行》               | Lady Rowena                            |                                  |
| 1936年 | 《流浪女士》                 | Joyce Reid                             |                                  |
| 1936年 | 《他們在計程車相遇》         | Mary Trenton                           |                                  |
| 1937年 | 《好萊塢的事件》             | Gloria Gay                             |                                  |
| 1937年 | 《格林威治村謀殺案》         | Kay Cabot aka Lucky                    |                                  |
| 1938年 | 《陪審團的秘密》             | Linda Ware                             |                                  |
| 1938年 | 《粉碎間諜網》               | Eleanor Dunlap                         |                                  |
| 1939年 | 《海軍秘密》                 | Carol Mathews – 假扮 Carol Evans       |                                  |
| 1940年 | 《野貓巴士》                 | Ted Dawson                             |                                  |
| 1941年 | 《亞當有四個兒子》           | Molly Stoddard                         |                                  |
| 1941年 | 《三人旋律》                 | Mary Stanley                           |                                  |
| 1942年 | 《非淑女》                   | Hester Hunter                          |                                  |
| 1944年 | 《這就是生活》               | 不適用                                 | 改編自Wray與辛克萊·路易斯 的戲劇 |
| 1953年 | 《黃金禿鷹的寶藏》           | Annette, Marquise de St. Malo          |                                  |
| 1953年 | 《小鎮女孩》                 | Mrs. Kimbell                           |                                  |
| 1955年 | 《蛛網》                     | Edna Devanal                           |                                  |
| 1955年 | 《蛇羯婦人》                 | Sue McKinnon                           |                                  |
| 1956年 | 《舊金山灣地獄》             | Kay Stanley                            |                                  |
| 1956年 | 《搖滾寶貝》                 | Beth Daley                             |                                  |
| 1957年 | 《激情犯罪》                 | Alice Pope                             |                                  |
| 1957年 | 《塔米與單身漢》             | Mrs. Brent                             |                                  |
| 1958年 | 《夏日戀曲》                 | Beth Daley                             |                                  |
| 1958年 | 《疾馳之亂》                 | Norma Martin / Mrs. Martin             |                                  |
| 1962年 | 《馬車列車》                 | Mrs. Edward's, The Cole Crawford Story |                                  |
| 1980年 | 《吉迪恩的號角》             | Edna Curtis                            |                                  |
| 1997年 | 《菜單之外：查森最後的日子》 | Herself                                | 紀錄片                           |
| 2003年 | 《百老匯：黃金時代》         | Herself                                | 紀錄片                           |

### 短片
| 年份   | 作品                                    | 角色                     | 備註   |
| ------ | --------------------------------------- | ------------------------ | ------ |
| 1923年 | 《Gasoline Love》                       |                          |        |
| 1923年 | 《Speed Bugs》                          |                          |        |
| 1924年 | 《Just A Good Guy》                     | 女孩上車                 |        |
| 1925年 | 《Sure-Mike》                           | 百貨公司女店員           |        |
| 1925年 | 《What Price Goofy》                    | 擔心的女孩（拿香水）     | 未署名 |
| 1925年 | 《生活不是很糟嗎？》                    | 潛在的筆購買者           | 未署名 |
| 1925年 | 《Thundering Landlords》                | 妻子                     |        |
| 1925年 | 《Chasing the Chaser》                  | 保姆                     |        |
| 1925年 | 《Madame Sans Jane》                    |                          |        |
| 1925年 | 《No Father to Guide Him》              | 海濱別墅收銀員           | 未署名 |
| 1925年 | 《Unfriendly Enemies》                  | 女孩                     |        |
| 1925年 | 《自己的後院》                          | 爭吵夫妻中的女性         |        |
| 1925年 | 《月光與鼻子》                          | Professor的女兒Sniff小姐 |        |
| 1925年 | 《水手該結婚嗎？》                      | 本人                     |        |
| 1926年 | 《WAMPAS 1926年度嬰兒明星》             | 本人                     |        |
| 1926年 | 《One Wild Time》                       |                          |        |
| 1926年 | 《Don Key (A Son of a Burro)》          |                          |        |
| 1926年 | 《Don't Shoot》                         | Nancy Burton             |        |
| 1926年 | 《The Saddle Tramp》                    |                          |        |
| 1926年 | 《The Show Cowpuncher》                 |                          |        |
| 1927年 | 《A Trip Through the Paramount Studio》 | 本人                     |        |
| 1931年 | 《滑溜珍珠》                            | 本人                     |        |
| 1932年 | 《好萊塢巡禮》                          | 本人                     |        |

### 部分電視作品
| 年份        | 作品                      | 角色                 | 備註                                            |
| ----------- | ------------------------- | -------------------- | ----------------------------------------------- |
| 1953年      | 《美國大巡禮》            | Mrs. Jefferson Davis | 集數："One Nation Indivisible"                  |
| 1953-1954年 | 《家庭的驕傲》            | Catherine Morrison   | 27 集                                           |
| 1958年      | 《希區柯克懸念故事集》    | Mrs. Renshaw         | 集數："Dip in the Pool"                         |
| 1959年      | 《九十號劇場》            | Tula Marsh           | 集數："The Second Happiest Day"                 |
| 1959年      | 《希區柯克懸念故事集》    | Mrs. Nelson          | 集數："The Morning After"                       |
| 1962年      | 《馬車列車》              | Mrs. Edwards         | 集數："The Cole Crawford Story"                 |
| 1964年      | 《第十一小時》            | Mrs. Brubaker        | 集數："You're So Smart, Why Can't You Be Good?" |
| 1965年      | 《鮑勃·霍普克萊斯勒劇場》 | Mrs. White           | 集數："Double Jeopardy"                         |
| 1965年      | 《佩瑞·梅森》             | Mignon Germaine      | 集數："The Case of the Fatal Fetish"            |

## 外部連結
- 費·芮在互联网电影资料库（IMDb）上的資料（英文）
- Fay Wray at Northern Stars website
- Fay Wray speaking at UCLA 11/18/1970